# دونكان مكارثر
دونكان مكارثر هو سياسي كندي، ولد في 1885 في Dutton, Ontario ‏ في كندا، وتوفي في 20 يوليو 1943 في Grand Bend ‏ في كندا. نشط حزبياً في الحزب الليبرالي في أونتاريو ‏. وقد انتخب عضو برلمان مقاطعة أونتاريو.